# Градус (геометрия)
Гра́дус, мину́та, секу́нда — общепринятые единицы измерения плоских углов. Также эти величины используются в картографии для определения координат произвольной точки земной поверхности, а также для определения азимута.

## Градус

Окружность с хордой, образованной стороной равностороннего треугольника (выделена красным). Одна шестидесятая этой дуги равна одному градусу. Шесть таких хорд охватывают полный круг

Градус (от лат. gradus — деление шкалы, шаг, ступень) обозначается °. Один полный оборот соответствует углу в 360°. В прямом угле, таким образом, 90°, в развёрнутом — 180°.
Причина выбора градуса как единицы измерения углов неизвестна. Одна из теорий предполагает, что это связано с тем, что 360 — приблизительное количество дней в году. Некоторые древние календари, такие как древнеперсидский, использовали год в 360 дней.
Другая теория гласит, что аккадцы (вавилоняне) поделили окружность, используя угол равностороннего треугольника как базу и поделив результат на 60, следуя своей шестидесятеричной системе счисления.
Если построить окружность радиусом 57 см, то 1 градус будет примерно соответствовать 1 см длины дуги данной окружности.
Градус в альтернативных единицах измерения:
{\displaystyle 1^{\circ }={\frac {2\pi }{\displaystyle {360}}}} радиан {\displaystyle ={\frac {\pi }{\displaystyle {180}}}={\frac {1}{\displaystyle {p}}}\approx {\frac {1}{\displaystyle {57{,}295779513^{\circ }}}}} {\displaystyle \approx 0{,}0174532925} (радиан в 1°)
{\displaystyle 1^{\circ }={\frac {1}{360}}} оборота = 0,002(7) оборота = 0,0027777777…
{\displaystyle 1^{\circ }={\frac {400}{360}}} градов = 1,(1) градов = 1,1111111111… градов

## Минуты и секунды
По аналогии с делением часа как интервала времени градус делят на 60 минут (от лат. minutus — маленький, мелкий; обозначается штрихом: x′), а минуту — на 60 секунд (от лат. secunda divisio — второе деление; обозначается двумя штрихами: y″). Ранее употреблялась величина в 1/60 секунды — терция (третье деление), с обозначением тремя штрихами — z″′. Деление градуса на минуты и секунды ввёл Клавдий Птолемей; корни же такого деления восходят к учёным Древнего Вавилона (где использовалась шестидесятеричная система счисления).
Минуты и секунды в других системах измерения:
{\displaystyle 1'={\frac {2\pi }{\displaystyle {360^{\circ }}\cdot 60'}}={\frac {1'}{p'}}\approx {\frac {1'}{3437{,}747'}}} {\displaystyle \approx 2{,}90888208\cdot 10^{-4}~{\text{rad}}} (1 минута в радианах)
{\displaystyle 1''={\frac {2\pi }{\displaystyle {360^{\circ }}\cdot 60'\cdot 60''}}={\frac {1''}{p''}}\approx {\frac {1''}{206264{,}8''}}} {\displaystyle \approx 4{,}848136811\cdot 10^{-6}~{\text{rad}}} (1 секунда в радианах).
Минуты и секунды в радианной мере из-за своих чрезмерно малых величин представляют ограниченный интерес и практически очень мало используются.

Гораздо больший интерес представляет перевод десятичных (сотых, десятитысячных) долей градуса в минуты и секунды и обратно — см. Радиан#Связь радиана с другими единицами и Географические координаты.

### Угловая секунда

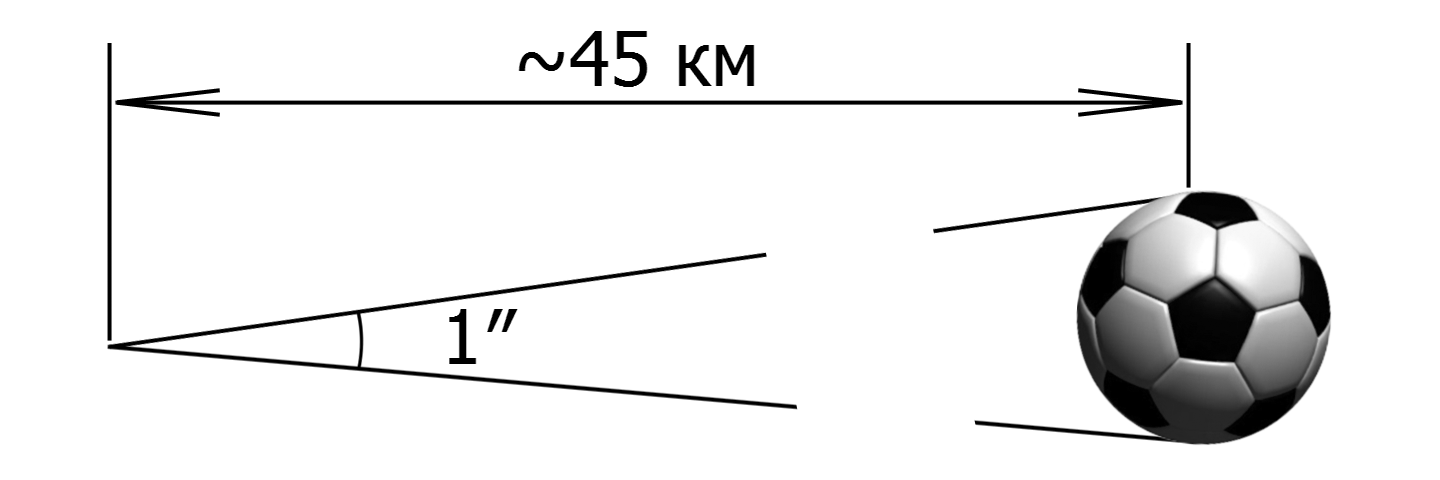
Одна угловая секунда примерно соответствует углу, под которым виден футбольный мяч с расстояния около 45 километров

Углова́я секу́нда (англ. arcsecond, arc second, as, second of arc; синонимы: дуговая секунда, секунда дуги) — внесистемная астрономическая единица измерения малых углов, тождественная секунде плоского угла.

### Использование
Угловая секунда (обозначается ″) используется в астрономии при измерении плоских углов в градусных мерах. При измерении углов в часовых мерах (в частности, для определения прямого восхождения) используется единица измерения «секунда» (обозначается s). Соотношение между этими величинами определяется формулой 1s=15″.
Иногда угловую секунду (и производные от неё дольные единицы) ошибочно называют арксекундой, что является простой транслитерацией с англ. arcsecond.

### Дольные единицы
По аналогии с международной системой единиц (СИ), наряду с угловой секундой применяются и её дольные единицы измерения: миллисекунды (англ. milliarcseconds, mas), микросекунды (англ. microarcseconds, µas) и пикосекунды (англ. picoarcseconds, pas)[уточнить]. Они не входят в СИ (СИ рекомендует миллирадианы и микрорадианы), но допускаются к применению. Однако согласно ГОСТ 8.417-2002, наименование и обозначения единиц плоского угла (градус, минута, секунда) не допускается применять с приставками, в связи с чем такие дольные величины должны приводиться либо к единицам СИ (миллирадианам и т. п.), либо к угловым секундам, либо обозначаться исходными[уточнить] единицами (например, mas, µas и pas).
| Единица      | Величина         | Обозначение | Аббревиатура                                  | Радиан (прибл.)  |
| ------------ | ---------------- | ----------- | --------------------------------------------- | ---------------- |
| градус       | 1/360 окружности | °           | deg                                           | 17,4532925 mrad  |
| минута       | 1/60 градуса     | ′           | arcmin, amin, {\displaystyle {\hat {'}}}, MOA | 290,8882087 µrad |
| секунда      | 1/60 минуты      | ″           | arcsec                                        | 4,8481368 µrad   |
| миллисекунда | 1/1000 секунды   |             | mas                                           | 4,8481368 nrad   |
| микросекунда | 1 × 10−6 секунды |             | μas                                           | 4,8481368 prad   |

Дольные единицы могут использоваться для обозначения собственного движения звёзд и галактик, годичного параллакса и углового диаметра звёзд.
Для наблюдения астрономических объектов под такими сверхмалыми углами астрономы прибегают к методу интерферометрии, при котором сигналы, принимаемые несколькими разнесёнными радиотелескопами, комбинируются в процессе апертурного синтеза. Так, используя методику интерферометрии со сверхдлинной базой, астрономы получили возможность измерить собственное движение галактики Треугольника.
В видимом свете существенно труднее достичь миллисекундного разрешения. Тем не менее, спутник Hipparcos справился с этой задачей в процессе астрометрических измерений, по результатам которых были составлены наиболее точные (по состоянию на 1997 год) каталоги звёзд Tycho (TYC) и Hipparcos (HIP).